# Sân bay Leipzig/Halle
Sân bay Leipzig/Halle,hay còn gọi là sân bay Schkeuditz (IATA: LEJ, ICAO: EDDP) là một sân bay phục vụ cả khu vực Leipzig, Saxony, Halle,Saxony-Anhalt, Đức. Sân bay này phục vụ hơn 2 triệu lượt khách mỗi năm. Hiện tại, sân bay chỉ chuyên tiếp và phục vụ các chuyến bay chuyên chở hàng hóa đến và đi trên khắp thế giới.

## Các hãng hàng không và tuyến bay
- airberlin (Antalya, Arrecife, Djerba, Faro, Fuerteventura, Funchal, Heraklion, Hurghada, Korfu, Kos, Lametia-Terme, Las Palmas, Luxor, Palma de Mallorca, Monastir, Sharm-El-Sheik, Tenerife-South, Thessaloniki)
- Air France
  - Air France do Régional cung ứng (Paris-Charles de Gaulle)
- Air Malta (Malta) theo mùa
- Air Via (Burgas, Varna) theo mùa
- Austrian Airlines
  - Austrian Airlines cung ứng bởi Austrian Arrows (Vienna)
- Blue Wings (Antalya)
- Bulgarian Air Charter (Bourgas, Varna) theo mùa
- Condor Airlines (Antalya, Chania, Heraklion, Hurghada, Las Palmas, Palma de Mallorca, Marsa Alam, Rhodes, Sharm-El-Sheik, Tenerife-South)
- Croatia Airlines (Dubrovnik, Split) theo mùa
- Eurocypria Airlines (Paphos)
- Germania (airline) (Antalya) theo mùa
- Germanwings (Köln/Bonn, Stuttgart)
- Hamburg International (Agadir, Ibiza, Larnaca, Varna)
- Karthago Airlines (Monastir) theo mùa
- LTU International (Punta Cana)
- Lufthansa (Frankfurt)
  - Lufthansa cung ứng bởi Cirrus Airlines (Frankfurt)
  - Lufthansa Regional cung ứng bởi Contact Air (Düsseldorf)
  - Lufthansa Regional cung ứng bởi Eurowings (Frankfurt)
  - Lufthansa Regional cung ứng bởi Lufthansa CityLine (Frankfurt, Munich)
- Nouvelair (Monastir)
- Pegasus Airlines (Antalya)
- Sky Airlines (Antalya)
- SunExpress (Antalya, Dalaman)
- TUIfly (Antalya, Heraklion, Rhodes)
- Tunis Air (Monastir)

### Các hãng vận tải hàng hóa
- Aeroflot Cargo (Moscow-Sheremetyevo)
- Antonov Airlines
- Atlas Air
- ATRAN Cargo Airlines (Moscow-Domodedovo)
- DHL Aviation (Athens, Basle/Mulhouse, Brussels, Köln, Copenhagen, East Midlands, Hamburg, Kiev, Ljubljana-Brnik, Madrid, Milan Bergamo, Prague, Sofia, Warsaw)
  - DHL Aviation cung ứng bởi ACT Airlines
  - DHL Aviation cung ứng bởi Atlantic Airlines (United Kingdom) (Linz)
  - DHL Aviation cung ứng bởi Aviastar-TU
  - DHL Aviation cung ứng bởi Bluebird Cargo (Geneva)
  - DHL Aviation cung ứng bởi Exin Co. Ltd of Poland (Balaton, Gdansk, Katowice)
  - DHL Aviation cung ứng bởi RAF-Avia (Ostrava)
- Lufthansa Cargo (Atlanta, Bahrain, Delhi, East Midlands, Hong Kong, Istanbul, New York, Seoul, Sharjah, Singapore, Wilmington/Ohio)
- Singapore Airlines Cargo (Singapore)
- Tesis Aviation Enterprise (Moscow, Nanking)
- Volga-Dnepr
- World Airways